# Donja čeljust
Donja čeljust (lat. mandibula) jedina je pomična kost glave. 
S obzirom na razvoj i funkciju razlikujemo nekoliko dijelova: kondilarni nastavak (lat. processus condylaris), muskularni nastavak (lat. processus coronoideus), krak (ramus (lat.)) mandibule, tijelo (corpus (lat.)) mandibule te alveolarni nastavak (lat. processus alveolaris). Preko zglobne pločice (lat. discus articularis), umetnute između kondilarnog nastavka i zglobne jamice, prenosi se dio sila žvakanja na kosti lubanje. Žvačni pritisci ujedno se preko funkcijskih pojačanja koštanih struktura (koštanih trajektorija) i zubi prenose i na frontalnu i na temporalnu kost. Gledano u frontalnoj ravnini kondil je izdužen u lateralnom smjeru te na njemu razlikujemo medijalni i lateralni pol.